# Jeroen (Jan Kruis-stripfiguur)
Jeroen is een van de vaste personages uit de wekelijkse strip Jan, Jans en de kinderen. Hij is een jongen van 8 à 10 jaar oud. In de meeste verhaaltjes is hij het vaste vriendje van Catootje. 
Striptekenaar Jan Kruis baseerde het personage op de zoon van zijn collega-tekenaar Jan van der Voo, met wie hij vooral in de jaren 60 van de 20e eeuw veel samenwerkte en ook persoonlijk goed bevriend was.

## Verhaallijnen
In de verhaaltjes wordt hij vaak "Jeroentje" genoemd. Ook noemt hij zichzelf geregeld zo; vooral in zijn begintijd in de strip praatte hij weinig in de ik-vorm. 
In een stripje uit 1972 (verschenen in album 2) stelt een enthousiaste Catootje hem aan haar ouders voor. Ze zegt erbij dat zij en Jeroen later zullen gaan trouwen. Jeroen reageert op alles wat er gezegd wordt door te rijmen met "Poep aan je schoen!", "Poep in je haar!" of "Poep aan je mouwen!" Dat is in die aflevering het enige wat hij zegt. Catootje vindt dit geweldig en ligt krom van het lachen. Later in de strip wordt duidelijk dat Jeroentje tevens de buurjongen van Catootje is. 
In de latere stripjes wordt Jeroen iets serieuzer, al haalt hij wel vaak allerlei kattenkwaad uit. Aanvankelijk vindt de familie Tromp Jeroen maar een rare jongen, maar al snel sluiten ze hem in hun harten. Jeroentje en Catootje zijn steevast van plan om later te trouwen en spelen soms dat ze nu al een gezin hebben. Hij en Catootje zijn onafscheidelijk, al maken ze soms ook ruzie. Zo is Jeroen bijvoorbeeld dol op vissen, terwijl Catootje dit als groot dierenactiviste maar niks vindt.
In album 7 verhuist Jeroen samen met zijn ouders van Rotterdam naar Drenthe. Catootje is zo verdrietig dat de familie Tromp besluit ook naar Drenthe te verhuizen, zodat Catootje en Jeroentje weer bij elkaar zijn. 
In album 12 krijgt Jeroen even concurrentie in de liefde van Harold, een verwende rijkeluiszoon waar Catootje in eerste instantie voor valt. Jeroen wint Catootje weer voor zichzelf terug door zich tijdelijk tot een punkfiguur te transformeren. Gaandeweg ontstaat er echter toch een vriendschap tussen Jeroen en Harold.

## Familie
In enkele verhaaltjes zijn ook de ouders van Jeroen in beeld. Zij komen niet vaak bij de familie Tromp, omdat Jeroens moeder allergisch is voor katten. In enkele van de vroege strips is ook Jeroens jongere broertje te zien.

## Flashforward
In een flashforward in aflevering 391 van de strip (later verschenen in bundelalbum 9), die zich afspeelt in het jaar 2000, is Jeroen samen met Catootje eenmalig te zien als volwassen persoon. Hij woont nu samen met Catootje, met wie hij een tweeling heeft: een jongetje en een meisje die er precies zo uitzien als Catootje en Jeroentje vroeger.

## Standaardkreten
Jeroentje begroet anderen vooral in de begintijd van zijn rol in de strip standaard met de woorden Hoi Pipeloi!. Ook zegt hij gedag met Aju Paraplu!. Beide uitdrukkingen hebben zich ontwikkeld tot een soort standaardkreet in het Nederlands.

## Cameo
Jeroen had in 2017 een cameo in de gagstrip Elsje.